# Henrik Šonc
Henrik Šonc, slovenski rimskokatoliški duhovnik, * 28. november 1870, Tomaj, † 21. januar 1964, Tomaj.
Bogoslovje je študiral v Gorici in bil 15. julija 1894 v Trstu posvečen v mašnika. Novo mašo je pel 22. julija 1894 v Tomaju. Najprej je eno leto kot kaplan služboval v Krkavčah, nato pa ga je  tržaški škof Andrej Šterk imenoval za svojega osebnega tajnika. Po škofovi smrti je bil 1. novembra 1901 imenovan za ravnatelja Škofijskega konvikta v Trstu. To službo je opravljal do konca avgusta 1910. Ob koncu leta 1910 je postal katehet na nemški državni gimnaziji v Trstu. Po vzponu italijanskega nacionalizma je 1920 stopil v pokoj in se preselil na svoj dom v Tomaju. Tu je še naslednjih 38 let pomagal domačemu župniku. 